# پاکسازی جنسی
پاکسازی جنسی (kusasa fumbi) یک سنت آفریقایی است که در بخش‌هایی از زامبیا، مالاوی، اوگاندا، تانزانیا، موزامبیک، آنگولا، ساحل عاج و کنگو انجام می‌شود. در این سنت، یک دختر یا زن باید بعد از اولین دوره قاعدگی خود، بعد از بیوه شدن یا پس از سقط جنین، به عنوان یک مراسم تمیز کردن رابطه جنسی برقرار کند.

## مناسک شروع رابطه جنسی دختران
پاکسازی جنسی برای یک دختر گاهی توسط فردی که به عنوان همسر آینده انتخاب شده‌است، انجام می‌پذیرد یا در غیر این صورت توسط یک کارگر جنسی در قبال پرداخت هزینه ای صورت می‌گیرد.
هی ینا به معنی فرد درنده خو یک شغل سنتی در برخی از مناطق جنوب مالاوی است که توسط مردی برگزار می‌شود که از طریق برقراری رابطه جنسی، دختران را وارد دوره بزرگسالی می‌کند. هی ینا مردی است که برای داشتن رابطه جنسی با کودکان بین سنین ۱۲ تا ۱۷ سال به عنوان بخشی از آیین‌نامه عبور به نام "kusasa fumbi" ("زدودن از گرد و غبار") (پاکسازی جنسی)، هزینه ای دریافت می‌کند. این سنت به مدت سه روز ادامه دارد. برای هر بار برقراری رابطه بین ۴ تا ۷ دلار به او پرداخت می‌شود. اعتقاد بر این است که آیین از بیماری جلوگیری می‌کند. هی یناها به دلیل شخصیت اخلاقی خود انتخاب شده و اعتقاد بر این است که به بیماریهایی مانند HIV / AIDS مبتلا نمی‌شوند. البته بسیاری از آنها نیز به این بیماری‌ها نیز مبتلا هستند. رابطه جنسی با این افراد می‌تواند دختران جوان را در معرض ابتلا به ویروس HIV قرار دهد زیرا هی یناها با همه دختران رابطه جنسی برقرار می‌کنند و در این سنت تبادل مایعات جنسی الزامی است بنابراین از کاندوم استفاده نمی‌شود.

## پاکسازی بیوه
در مناطقی از کنیا، بیوه‌ها ناپاک یا ناخالص تلقی می‌شوند. سنتی که برای رهایی از شیاطین به منظور پاکسازی بایدرابطه جنسی برقرار شود که اغلب توسط خانواده مرحوم شوهر به زن اجبار می‌شود. زنانی که از پاکسازی خودداری می‌کنند، مورد ضرب و شتم روستاییان خرافاتی قرار می‌گیرند و ممکن است به فرزندان زن نیز آسیب برساند. استدلال می‌شود که این تصور ناشی از این عقیده باشد که اگر شوهر بمیرد، ممکن است زن علیه او جادوگری انجام داده باشد. پاکسازی را می‌توان توسط برادر شوهر مرحوم یا سایر اقوام یا در غیر این صورت توسط یک کارگر جنسی پرداخت شده انجام شود. به‌طور معمول، پس از رابطه جنسی، بیوه لباس‌های خود را سوزانده، و مرد موهای بیوه را غالباً در بیرون تراشیده تا محله شاهد این باشد که اکنون بیوه پاک شده‌است. در پایان مراسم یک مرغ ذبح می‌شود که معمولاً از سه تا هفت روز ادامه دارد. پاکسازی بیوه در لایحه جرائم داخلی در سال ۲۰۱۵ در کنیا غیرقانونی شد.

## مکانها
در مالاوی، عمل پاکسازی جنسی عمدتاً محدود به سالیما، چیکووا و منطقه نزانژ است. همچنین در زامبیا، اوگاندا، تانزانیا، موزامبیک، آنگولا، ساحل عاج و کنگو نیز این سنت مرسوم بوده‌است.